# Chai (Vua Ayutthaya)
Chai (tiếng Thái: ไชย) chức danh đầy đủ trong tiếng Thái Lan Somdet Chaofa Chai (tiếng Thái: สมเด็จเจ้าฟ้าไชย hay Vua Sanpet VI tiếng Thái: สมเด็จพระสรรเพชญ์ที่ 6), là vị vua thứ hai thuộc triều Prasat Thong - Vương quốc Ayutthaya trong lịch sử Thái Lan, trị vì trong chín tháng của năm 1656.
Sau khi phụ vương Prasat Thong qua đời vào năm 1656, Chaofa Chai, người con trai trưởng, đã kế nhiệm với vương hiệu Sanpet VI.
Tuy nhiên, điều đó trái với truyền thống của vương quốc khi ngai vàng được ưu tiên truyền cho anh em hơn là con cháu. Do đó, Thân vương Si Suthammaracha, chú của Chaofa Chai, lên kế hoạch với Hoàng tử Narai (con thứ của Prasat Thong) mưu đồ hạ bệ vua Chaofa Chai. Sau chín tháng lên ngôi, Sanpet VI đã bị hành hình sau một cuộc đảo chánh.:216–217:56 Narai và chú của ông đã đi diễu hành  vào cung, và Si Suthammaracha làm lễ đăng cơ ngôi Hoàng đế, chỉ định Narai là Uparaja, tức Đệ nhị vương.